# Phaeochroops ninbin
Phaeochroops ninbin är en skalbaggsart som beskrevs av Kuijten 1981. Phaeochroops ninbin ingår i släktet Phaeochroops och familjen Hybosoridae. Inga underarter finns listade i Catalogue of Life.